# 黎明 Leon Random Run
黎明 Leon Random Run是香港歌手黎明的個人演唱會，於2017至2018年間在廣州、深圳、澳門、上海、武漢及東莞舉行，共演出7場。

## 背景
黎明於2016年在香港舉行《黎明Leon 30th Anniversary Random Love Songs 4D in Live 2016》及《黎明Leon's Penguins in Live 2017》演唱會，獲得良好的反應和口碑，而黎明自2010年舉行《黎明Dream Wedding世界巡迴演唱會》後，已有7年沒有在中國內地舉行演唱會，因此吸引了多間內地演唱會主辦單位，以逾百萬元人民幣一場歌酬邀請黎明在中國內地舉行巡迴演唱會。

## 製作
《黎明 Leon Random Run》巡迴演唱會的第一站在廣州國際體育演藝中心舉行，採用了三面舞台設計，門票售價由280至1,680元人民幣不等；第二站演唱會在深圳灣體育中心舉行，以4D元素的舞台設計，設有LED屏幕和升降台；第三站演唱會在澳門金光綜藝館舉行，以十字型舞台設計，舞台前設置VIP企位區，演唱期間設有觀眾問答環節；第四站演唱會在上海梅赛德斯-奔驰文化中心舉行，舞台設有升降台，黎明在籌備演唱會期間排練新舞蹈，同時亦學習上海話，以便和觀眾親密互動；第五站演唱會在武漢光谷國際網球中心舉行，黎明為了照顧當時早產出生的親生女兒，以「不可抗力因素」為理由，將舉行日期由原定的2018年6月2日延期至同年7月14日；第六站演唱會在東莞東風日產文體中心舉行，由孫敬安擔任演唱會負責人，主辦單位與旅行社合作，推出多種旅行團和門票，可容納16至22名觀眾的VIP包廂售價約二萬七千多元，其他門票售價由380至1,680元人民幣不等。以下是巡演時間表：
| 日期                | 地區 | 演唱場地              | 場數 |
| ------------------- | ---- | --------------------- | ---- |
| 2017年8月11日至12日 | 廣州 | 廣州國際體育演藝中心  | 2場  |
| 2017年9月9日        | 深圳 | 深圳灣體育中心        | 1場  |
| 2017年12月16日      | 澳門 | 金光綜藝館            | 1場  |
| 2018年1月6日        | 上海 | 梅赛德斯-奔馳文化中心 | 1場  |
| 2018年7月14日       | 武漢 | 光谷國際網球中心      | 1場  |
| 2018年8月25日       | 東莞 | 東風日產文體中心      | 1場  |

## 各界迴響
此巡迴演唱會受到公眾和傳媒的關注，其中武漢市的公交車公司於2018年7月14日晚上提供特定路線及班次，以便觀眾往返演唱會場館。傳媒指有人在網路上出售廣州站演唱會的工作證及後台證，聲稱可以在場內及工作人員區隨意出入，黎明所屬的唱片公司其後發出聲明表示絕無此事，並提醒公眾小心受騙，黎明在廣州站演唱會尾聲向現場觀眾表示這次主辦機構發生了一些小問題，並呼籲觀眾以後要從正規渠道購票，以免造成不必要的損失，其言論引起公眾的關注和討論，其後有傳媒報導指廣州站演唱會的主辦單位未有履行合約，拖欠了約600萬元人民幣的演唱會製作費，黎明為免影響已購票及遠道而來的觀眾，在未收到款項的情況下仍繼續舉行演唱會，事件曝光後，公眾一方面譴責演唱會主辦單位缺乏契約精神和職業道德，另一方面稱讚黎明具有專業和敬業精神，演唱會音樂總監雷頌德表示很多歌手或者藝人當遇到同類事件時會立即停止工作，而黎明為了不讓觀眾失望而堅持完成演唱會，他認為黎明的決定做得好，而且很偉大。